# ビッグハウス (スーパーマーケット)
ビッグハウス（英: BigHouse）は、アークスグループをはじめとするCGCグループ加盟店各社が展開するディスカウント型食品スーパー（ボランタリー・チェーン）。
かつては株式会社ビッグハウスを本部としていたが、2022年（令和4年）9月16日に清算されている。

## 概要
1985年（昭和60年）、CGCグループに加盟していた岩手県の地場系スーパーマーケット「ベル開発」（現：ベルジョイス）の社長だった遠藤須美夫がディスカウント業態を発案。元々のスーパーマーケットは粗利率が18%だったのに対し、1980年代中盤頃には23%まで上昇。同業他社が低価格追及という原点を失っていた現状に対し、コストを抑えて粗利を下げないと大手に負けるという危機感を覚えてディスカウント業態を自ら開発していった。
翌々年の1987年（昭和60年）、岩手県盛岡市にて1号店となる「川久保店」を開店。1982年（昭和57年）に開業し、ベル開発自らが運営していたボウリング場「ビッグハウススーパーレーン」に出店し、その建物が巨大だったことから遠藤がこの業態に対して「ビッグハウス」と命名した。遠藤は当初からこのノウハウを他の地元スーパーにも共有させるつもりでいたが、バブル経済が故に賛同してくれる企業はなかった。
バブル崩壊後の1993年（平成5年）、遠藤はこの業態を全国のCGCグループ加盟店各社に紹介。すると、以前より親交があったラルズの取締役社長だった横山清からアイデアを認められ、同年12月にCGCグループ各社による合弁企業「株式会社ビッグハウス」を設立。社長は遠藤が兼任し、月額10万円の会費（ロイヤリティ）を支払えばどの企業でも出店できるようにした。
翌1994年（平成6年）4月14日、ラルズはビッグハウスの北海道1号店「太平店」を札幌市北区に開店。同店は元々同社が運営していた衣料品店「ラルズストア太平店」に隣接して営業していた西村を居抜きしたもので、床は張り替えず、天井の鉄骨の一部が剥き出しになっているなど、ほとんど改修をせずに出店した。同店は大成功を収め、開店して2ヶ月で黒字化した。
その後、1990年代後半から2000年代初頭にかけて全国約15社の食品スーパーによって30店舗ほどが展開されたが、その半分ほどの店舗をラルズが運営しており、結果として同社の主力業態となった。
2014年（平成26年）9月1日、アークスはベル開発の後身であるベルプラスを買収し、これによって株式会社ビッグハウスはアークスの連結子会社となった。その後、2022年（令和4年）2月14日に開催されたアークスの取締役会において、株式会社ビッグハウスの清算が決議され、解散した。

## 特徴
「一物三価」を売りとしている。これは同じ商品を1つ買うよりも2つ買うほうが安く、2つ買うよりも1箱・1ケース単位で買うほうが安くなる仕組みで、客にまとめ買いを促すようにしている。一度に大量に商品を買ってもらうことで、利益率が低くても、利益の絶対額が底上げされるようなになっている。もっともこれを実施していない加盟店も存在する。
ラルズがビッグハウスを展開し始めた当初はこれに加えて商品数も極力絞り、あくまで4人家族向けをターゲットとした品揃えとし、また粗利率を極力抑えてなるべく安価にしても利益が出るようにした。

## 展開している企業
カッコ内は本社所在地。
- アークス（北海道札幌市）
  - ベルジョイス（岩手県盛岡市）
    - マルイチ（同上）
ベルジョイスと資本業務提携しているものの、アークスグループではない。

  - ラルズ（北海道札幌市）
  - 福原（北海道帯広市）
  - 道南ラルズ（北海道北斗市）
  - ユニバース（青森県八戸市）
- タイヨー（茨城県神栖市）
- 藤三（広島県呉市）

### かつて展開していた企業
- 道東アークス（北海道北見市）
同社運営店舗で最後まで残ったビッグハウス小泉店（北海道北見市）[7]が、「スーパーアークス」業態に転換するため2024年（令和6年）7月11日閉店した[8]ことにより消滅。
- 道北アークス（北海道旭川市）
同社運営店舗としてはビッグハウス イーストタウン（北海道滝川市）が最後までビッグハウス業態として残ったものの[9]、同店も「スーパーアークス」業態に転換したことにより消滅。
- モリヤ（宮城県仙台市）
撤退後、倒産。
- サンユー（栃木県宇都宮市）
Bigサンユー（ビッグサンユー）として運営していた。
なお、同じCGCグループのサンユーストアー（茨城県北茨城市）とは無関係。
- マミーマート（埼玉県さいたま市）
2020年（令和2年）7月18日、行田店を「生鮮市場TOP」業態に転換するため閉店し[10]、撤退。
- フレッセイ（群馬県前橋市）
1994年（平成6年）10月25日、既存店舗を転換する形で1号店となる「館林店」を開店[11]。以後も既存店舗を活性化させるために一部店舗をビッグハウス業態に転換していたが、間もなく売り上げが伸び悩み[12]、その後「フレッセイ」に再転換して撤退した。
- 原信（新潟県長岡市）
- ハニー（福井県福井市）
  - ながすぎ（福井県鯖江市）
ビッグマート（BigMart）として運営していた[13]。
- ハローフーヅ（愛知県名古屋市）
1994年（平成6年）10月13日、1号店となる「東浦店」を開店[14]。
同社がコノミヤ（大阪府大阪市）に吸収合併された後も、しばらくは同社の「東海事業本部」によって運営されていたが、上記の東浦店が「コノミヤ」業態に転換したことにより撤退。